# 陳德容
陳德容（Vivian Chen；1974年5月1日—），臺灣女演員，生於臺北市大安區，籍貫河南葉縣，母親為原住民。因出演瓊瑤的《梅花烙》而走紅，代表作包括《梅花烙》、《一簾幽夢》、《絕代雙驕》、《笑傲江湖》、《太祖秘史》、《新蜀山劍俠》等。

## 個人經歷
年幼時，照片被擺置於照相館櫥窗而被星探發掘。
1983年，9歲拍了第一支達新牌書包廣告，三年後簽約日本資生堂化妝品成為專屬模特兒。
1989年，15歲拍第一部電影《國中女生》而打開星路，接連受到邵氏电影公司、徐楓、瓊瑤，以及唱片公司所青睞。
1990年與周星馳共同主演，由香港導演劉仕裕執導的喜劇片《師兄撞鬼》。兩年後簽給大都會電影製作有限公司，並前往香港發展，拍了第一部邵氏電影《雙鐲》。一面念書，一面接受邵氏公司的培養，並由戴思聰教授歌唱技巧，當時的合作對象包括周星馳、劉德華、任賢齊、萬梓良、劉青雲、吳奇隆、蘇有朋、林志穎、馬景濤 、杜德偉。
1992年拍攝第一部電視劇，是瓊瑤電視劇《梅花三弄》系列第一部《梅花烙》，擔任女主角白吟霜。

## 個人生活
曾與聯合報系董事長王文杉交往三年，在2000年因雙方個性不合分手。 
2011年与從事房地產業的王贊策結婚，2020年4月接受採訪時，透露雙方已於2019年8月簽字離婚。

## 演出作品

### 電影
| 年份   | 片名                     | 角色   |
| 1989年 | 《國中女生》             | 秀秀   |
| 1990年 | 《双镯》                 | 惠花   |
| 1990年 | 《师兄撞鬼》             | 阿玉   |
| 1991年 | 《牡丹鸟》               | 城書琴 |
| 1992年 | 《新鹿鼎記》             | 小雙兒 |
| 1992年 | 《賭城大亨II之至尊無敵》 | 賀天兒 |
| 1992年 | 《鹿鼎記2神龍教》        | 小雙兒 |
| 1994年 | 《终生大事》             |        |
| 2002年 | 《蒸发疑云》             |        |
| 2003年 | 《魔域僵尸》             |        |
| 2003年 | 《传奇》                 |        |
|        | 《小城故事》             |        |
| 2017年 | 《泡菜愛上小龍蝦》       | 馬琳達 |
| 2023年 | 《山中森林》             | 淑貞   |

### 電視劇
| 年份   | 劇名                            | 角色          |
| 1992年 | 《梅花三弄之梅花烙》            | 白吟霜        |
| 1993年 | 《梅花三弄之水云间》            | 杜芊芊        |
| 1995年 | 《女干探》 又名妙手神探俏娇娃   |               |
| 1995年 | 《包青天之英雄本色》            | 容蓉          |
| 1996年 | 《一帘幽梦》                    | 汪紫菱        |
| 1996年 | 《江湖小子》 又名龙行天下       | 上官紅        |
| 1997年 | 《午后之恋》 又名风中百合       | 白夢竹        |
| 1997年 | 《施公传奇之望子成龙》          |               |
| 1998年 | 《明天有你》                    | 白巧靈        |
| 1998年 | 《土地公传奇之金石盟》          | 石玉蓮        |
| 1998年 | 《土地公传奇之再生緣》          | 呂寶珠/秦半娘 |
| 1999年 | 《绝代双骄》                    | 铁心兰        |
| 2000年 | 《笑傲江湖》                    | 岳靈珊        |
|        | 《回家》                        |               |
| 2001年 | 《家族利益》 又名酒堡往事       |               |
| 2001年 | 《步步高升》 又名烏龍欽差       | 喜月          |
| 2002年 | 《爱上痞子男》 又名戀愛終點     | 紀心薇        |
| 2002年 | 《新蜀山剑侠傳》                | 瑤池仙子      |
| 2003年 | 《美夢成真》                    | 周瑛華        |
| 2003年 | 《江南媳妇之真爱一世情》        | 吳秋琴        |
| 2004年 | 《抢滩大上海》                  | 蕭靜芸        |
| 2005年 | 《广州码头》                    |               |
| 2005年 | 《一代君王清太祖》 又名太祖秘史 | 東哥、德因泽  |
| 2005年 | 《边城小子》 又名飛天潛龍       |               |
| 2005年 | 《蒸发疑云》                    |               |
| 2006年 | 《国光异校》                    | 林蘭芷        |
| 2007年 | 《大碼頭》                      | 宋芳華        |
| 2007年 | 《大航海》                      |               |
| 2008年 | 《怒海雄心》                    | 馮七姑        |
| 2010年 | 《十二生肖傳奇》                | 芷莘          |
| 2010年 | 《世间道》                      | 关美英        |
| 2012年 | 《断箭》                        | 陸小青        |
| 2013年 | 《下輩子還嫁給你》              | 沈雲娘        |
| 2014年 | 《骄阳似我》                    | 健身教练      |
| 2025年 | 《临江仙》                      | 曲珂          |
| 未播   | 《煮妇的幸福生活》(2014年拍攝)  | 孟錦          |

### MV
| 年份   | 歌手   | 專輯           | 备注 |
| 1993年 | 郭富城 | 《没有你的爱》 |      |
| 1995年 | 庾澄慶 | 《無所不在》   |      |

### 配音
| 年份   | 片名                                                                 | 角色           | 备注                       |
| 1997年 | 《美女与野兽Ⅱ贝儿的心愿》                                            | 贝儿           | 迪士尼動畫                 |
| 2000年 | 《小美人鱼2：重返大海》（The Little Mermaid II: Return to the Sea ） | 愛麗兒 (Ariel) | 迪士尼動畫国际中文版配音员 |

## 广告
| 年份   | 廣告           | 备注                 |
| 1988年 | 资生堂化妆品   | 資生堂第一支台灣廣告 |
| 1993年 | 潘婷洗发露     |                      |
| 2000年 | 拉芳洗发水     |                      |
| 2000年 | 拉芳啫喱水     |                      |
| 2000年 | 拉芳特润霜     |                      |
| 2002年 | 塑秀儿整形内衣 |                      |
| 2003年 | 牙博士牙膏     |                      |
| 2003年 | 今尚儿内衣     |                      |

## 音樂作品

### 專輯
| 年份   | 專輯名稱       | 類型 | 發行   | 曲目 | 备注           |
| 1994年 | 《陳德容》     | 粤语 | 新力   | 曲目 1. 金色的雨 2. 沒變改初戀 3. 情長 4. 心軟 5. 半醉 6. 越來越鍾愛寂寞 7. 沒有他 8. 在這影片閉幕前 9. 陪著我的原是你 10. 昨日的康乃馨 | 第一张粤语专辑 |
| 1996年 | 《爱你爱好多》 | 國語 | 新力   | 曲目 1. 在一起 2. 我愛你愛好多 3. 怕愛 4. 心理準備 5. 花海 6. 沒有一天不想你 7. 默契 8. 愛沒錯 9. 你心我心 10. 錯覺                     | 第一张国语专辑 |
| 1998年 | 《情海》       | 國語 | 新兄弟 | 曲目 1. 我怕黑 2. 情海 3. 複製一個你 4. 等不到你說 5. 你要的是什麼 6. 明天有你 7. 固執 8. 聚散不由我 9. 用想太多 10. 結果               | 第二张国语专辑 |

### 歌曲
- 2008年 电视剧《怒海雄心》片尾曲《心海》

## 出版品

### 寫真集
| 年份   | 書名     | 出版社 | 备注 |
| 1993年 | 《豆蔻》 |        |      |

### 書籍
| 年份   | 書名         | 出版社 | ISBN               |
| 2006年 | 《美肌王道》 | 柏室   | ISBN 9789867110879 |

## 獎項紀錄
| 年份   | 獲提名     | 獎項                                             | 結果 |
| ------ | ---------- | ------------------------------------------------ | ---- |
| 2011年 | 《世间道》 | 南方影视颁奖礼“金南方”年度大奖最受欢迎港台女演员 | 提名 |

## 外部連結
- 陳德容的新浪博客
- 陳德容的新浪微博
- 陳德容的Facebook專頁
- 陳德容的Instagram帳戶
- 陳德容  Chen Derong  中文電影資料庫 （页面存档备份，存于）
- 陳德容在互联网电影资料库（IMDb）上的資料（英文）
- 陳德容在香港影庫上的簡介
- 陳德容在豆瓣上的资料（简体中文）
- 陳德容在时光网上的簡介（简体中文）